# NGC 5664
NGC 5664 (другие обозначения — IC 4455, MCG -2-37-8, IRAS14309-1424, PGC 52033) — спиральная галактика (Sa) в созвездии Весы.
Этот объект входит в число перечисленных в оригинальной редакции «Нового общего каталога».